# 3139 Shantou
3139 Shantou је астероид главног астероидног појаса са пречником од приближно 41,25 .
Афел астероида је на удаљености од 3,271 астрономских јединица (АЈ) од Сунца, а перихел на 3,116 АЈ.
Ексцентрицитет орбите износи 0,024, инклинација (нагиб) орбите у односу на раван еклиптике 20,532 степени, а орбитални период износи 2084,924 дана (5,708 година).
Апсолутна магнитуда астероида је 10,60 а геометријски албедо 0,059.
Астероид је откривен 11. новембра 1980. године.